# Condotta (Garau)
Condotta (en français : Conduite) est un tableau du peintre italien Salvatore Garau réalisé en 2003 avec de l'acrylique et du graphite sur une feuille de PVC, et ses dimensions sont de 240 × 350 cm. Il est conservé au Musée d'Art moderne et contemporain de Saint-Étienne Métropole, en France.
Terminé en juin 2003, le tableau est exposé dans la collection permanente du Musée d'Art moderne et contemporain de Saint-Étienne Métropole, à Saint-Étienne, depuis 2009.

## Style
« Les toiles de Salvatore Garau représentent des espaces animés par des mouvements et des événements picturaux. Des espaces qui doivent être revécus, expérimentés, filtrés par des émotions et identifiés à une scène. »

— Lóránd Hegyi.